# Rafael Chirbes
Rafael Chirbes, född 27 juni 1949 i Tavernes de la Valldigna i Valencia, död 15 augusti 2015 på samma plats, var en spansk romanförfattare och litteraturkritiker. Han flyttade till Madrid som 16-åring och har studerat historia. Sedan 2000 bor han åter i Valencia. Som romanförfattare debuterade han 1988 med Mimoun, som blev översatt till flera språk och var finalist till Premio Herralde.

## Priser och utmärkelser
- 2007 – Premio de la Crítica för Crematorio
- 2013 – Premio de la Crítica för En la orilla
- 2014 – Premio Nacional de Narrativa för En la orilla[2]

### Romaner
- 1988 – Mimoun
- 1991 – En la lucha final
- 1992 – La buena letra
- 1994 – Los disparos del cazador
- 1996 – La larga marcha
- 2000 – La caída de Madrid
- 2003 – Los viejos amigos
- 2007 – Crematorio
- 2013 – En la orilla
  - På svenska 2016: Utkanter (översättning Karin Sjöstrand)
- 2016 – París-Austerlitz

### Essäer
- 1997 – Mediterráneos
- 2002 – El novelista perplejo
- 2004 – El viajero sedentario
- 2010 – Por cuenta propia